# Seimatosporium caudatum
Seimatosporium caudatum är en svampart som först beskrevs av Preuss, och fick sitt nu gällande namn av Shoemaker 1964. Seimatosporium caudatum ingår i släktet Seimatosporium och familjen Amphisphaeriaceae.   Inga underarter finns listade i Catalogue of Life.